# Calloserica trisuliensis
Calloserica trisuliensis är en skalbaggsart som beskrevs av Ahrens 1999. Calloserica trisuliensis ingår i släktet Calloserica och familjen Melolonthidae. Inga underarter finns listade.